# In The Scent Of Love 〜Top Note〜
『In The Scent Of Love 〜Top Note〜』は、石井一孝のアルバム。過去アルバム『In The Scent Of Love』にボーナスディスクを加えた2枚組。

## 収録曲
Disc 1
- 『In The Scent Of Love』同一内容

Disc 2
1. Falcon In The Dive（ハヤブサのように）
  - from 『スカーレット・ピンパーネル』
2. 哀れな人間　Duet with 濱田めぐみ・・・from 『デスノート THE MUSICAL』
3. Darkness Of My Heart
4. Another One Bites the Dust（地獄へ道づれ）/ QUEEN
5. Friends　with 愛知高校合唱部
6. ～レ・ミゼラブル メドレー～from 『レ・ミゼラブル』
7. ABCカフェ ～Red and Black～
  - アンジョルラス：岡幸二郎
  - グランテール：大谷美智浩
  - ジョリ：齋藤桐人
  - クールフェラック：高野絹也
  - プルヴェール：西村直人
  - レーグル：林アキラ
  - ガブローシュ：原田優一
  - フイイ：広田勇二
  - コンブフェール：森田浩貴
  - マリウス：石井一孝
8. 病院の対決 Duet with 岡幸二郎
9. Bring Him Home（日本語版）